# Max Löffler

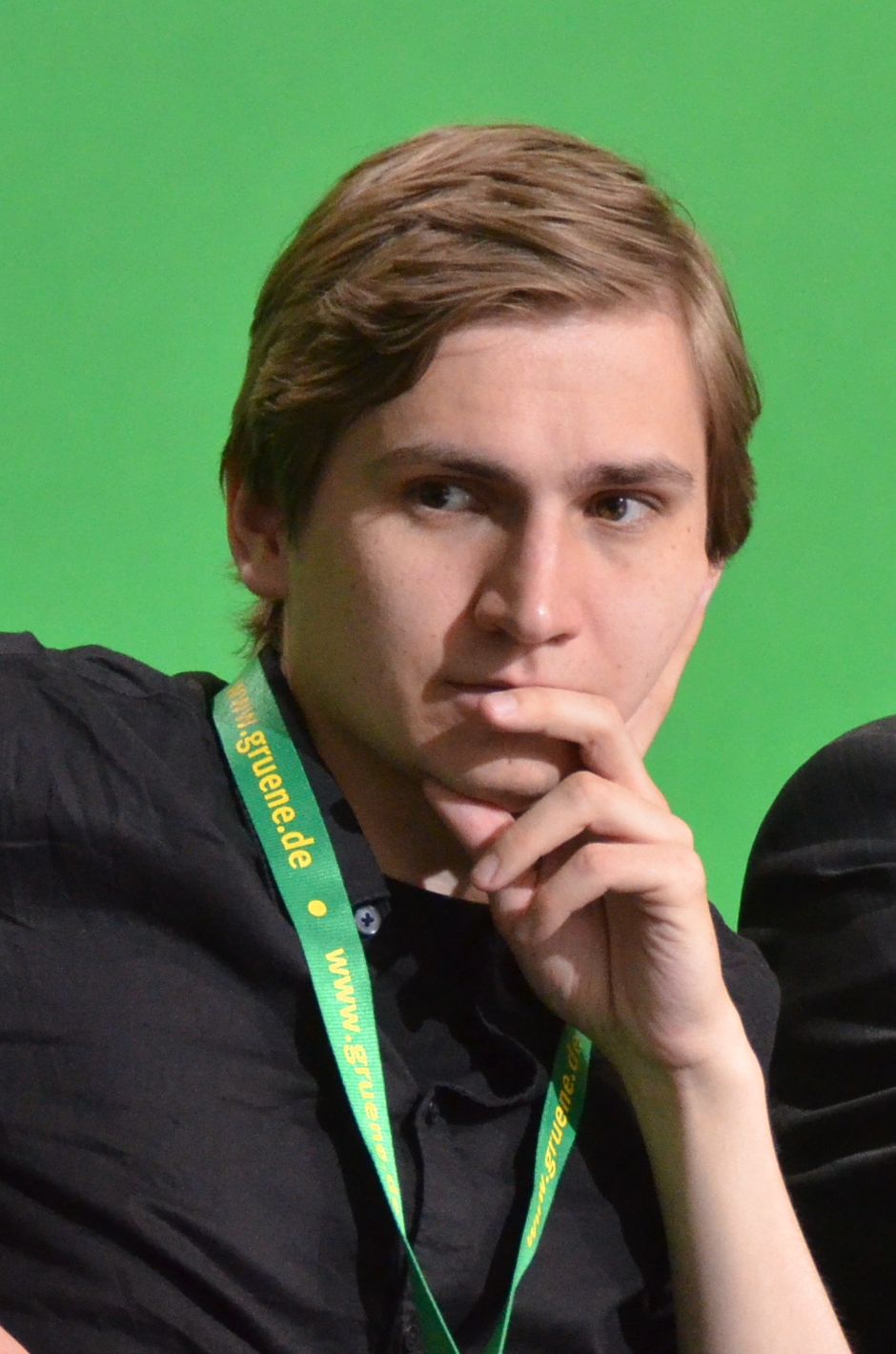
Max Löffler auf der BDK 2011 in Berlin

Max Löffler (* 24. Januar 1988 in Halle (Saale)) ist ein deutscher Politiker und war von 2008 bis 2010 Sprecher der Grünen Jugend sowie von 2013 bis 2017 Sprecher der Bundesarbeitsgemeinschaft Wirtschaft und Finanzen von Bündnis 90/Die Grünen.

## Leben
Löffler wohnt in Köln und studierte dort seit 2006 Volkswirtschaftslehre. Im Mai 2012 schloss er sein Studium als Diplom-Volkswirt ab. Von Dezember 2012 bis Juli 2018 war er als wissenschaftlicher Mitarbeiter an der Universität zu Köln mit Aufenthalten am Forschungsinstitut zur Zukunft der Arbeit in Bonn sowie am Zentrum für Europäische Wirtschaftsforschung in Mannheim tätig. Seine Arbeitsschwerpunkte liegen im Bereich Öffentliche Finanzen und angewandte Mikroökonometrie. Im Sommer 2018 wurde er zum Dr. rer. pol. promoviert.

## Politik
Löffler kam im Frühjahr 2003 über eine Anti-Irakkriegs-Demonstration zur Grünen Jugend. Er war Mitbegründer der Grünen Jugend Troisdorf/Niederkassel und war von Juli 2004 bis August 2005 im Beirat der Grünen Jugend Nordrhein-Westfalen, einem Vernetzungsgremium zwischen Basisgruppen und dem Landesvorstand. Von August 2005 bis November 2006 war Löffler Schatzmeister der Grünen Jugend Nordrhein-Westfalen, von 2006 bis 2008 deren Sprecher. Auf dem Bundeskongress der Grünen Jugend wurde er am 2. November 2008 (zusammen mit Kathrin Henneberger) zum Sprecher des Bundesverbandes gewählt. Im Oktober 2009 wurde er für ein weiteres Jahr im Amt bestätigt, neue Sprecherin wurde 2010 Gesine Agena. Von 2010 bis 2012 war Löffler Mitglied des Parteirates von Bündnis 90/Die Grünen.
Seine Schwerpunkte sieht Löffler in Sozialem, Generationengerechtigkeit, Arbeit, Wirtschaft, Finanzen und Bürgerrechten.
Löffler ist Gründungsmitglied des Institut Solidarische Moderne.